# Aeroportul Tabou
Aeroportul Tabou (IATA: TXU, ICAO: DITB) este un aeroport din Coasta de Fildeș ce deservește zona Tabou, Coasta de Fildeș.
Situat la o altitudine de 21 m, aeroportul dispune de o singură pistă.